# Vernon Walters
Vernon A. Walters (Nueva York, 3 de enero de 1917 - West Palm Beach, 10 de febrero de 2002) fue un oficial del Ejército de los Estados Unidos y diplomático. Fue desde 1972 hasta 1976 director adjunto de la CIA, de 1985 a 1989 embajador de los Estados Unidos ante las Naciones Unidas y de 1989 a 1991 embajador en la República Federal de Alemania durante la fase decisiva de la reunificación alemana. Walters alcanzó al rango de teniente general en el Ejército de los Estados Unidos.

## Biografía
Walters nació en Nueva York. Su padre era un vendedor de seguros hijo de inmigrantes británicos. Desde los seis años, Walters vivió en el Reino Unido y Francia con su familia. A los 16 años regresó a los Estados Unidos y trabajó para su padre como investigador de reclamaciones de seguros. Su educación, más allá de la escuela primaria, consistió en su totalidad en las enseñanzas de la escuela jesuita Stonyhurst College, en Lancashire, Inglaterra. Nunca asistió a una universidad. En los últimos años, parecía disfrutar al reflexionar sobre el hecho de que había llegado bastante lejos y logrado mucho a pesar de la falta casi total de formación académica formal. Además del inglés, hablaba con fluidez en francés, italiano, español y portugués. También dominaba el alemán y sabía lo básico de varios otros idiomas.
Walters se unió al Ejército en 1941. Sirvió en África e Italia durante la Segunda Guerra Mundial. Fue enlace entre los comandos de la Fuerza Expedicionaria Brasileña y el Quinto Ejército de Estados Unidos, siendo galardonado por sus servicios.
Sirvió como ayudante e intérprete de varios presidentes. Estaba al lado del presidente Harry S. Truman como intérprete en las reuniones en las que se usaba el español y el portugués con los aliados de Iberoamérica. Sus conocimientos de idiomas lo ayudaron a ganarse la confianza de Truman, y acompañó al Presidente en su viaje por el Pacífico en la década de 1950, sirviendo como asistente en el esfuerzo sin éxito de Truman para llegar a una reconciliación con el insubordinado Douglas MacArthur, Comandante de las fuerzas de las Naciones Unidas en la guerra de Corea.
En Europa, en la década de 1950, colaboró como traductor del presidente Dwight Eisenhower y otros altos funcionarios de EE. UU. Fue personaje clave en calidad de diplomático y por su dominio del español en la visita de Eisenhower a Franco en 1959. También trabajó en París, en la sede del Plan Marshall y ayudó a establecer el Cuartel General Supremo de las Potencias Aliadas en Europa. Durante la gira suramericana emprendida en 1958 por el  vicepresidente Richard Nixon, Walters fue ligeramente herido en el ataque  que sufriera la comitiva en tránsito hacia Caracas (Venezuela).
En la década de 1960, Walters sirvió como agregado militar de EE. UU. en Francia, Italia y Brasil. Dos décadas más tarde, fue embajador de EE. UU. ante la ONU (abril de 1989 hasta agosto de 1991), y durante la reunificación alemana fue embajador en Alemania Occidental. También fue embajador itinerante en misiones diplomáticas sensibles que incluyó conversaciones con Cuba y Siria Fue enviado a Marruecos para reunirse discretamente con funcionarios de la Organización para la Liberación de Palestina y advertir de los efectos que tendría para dicha organización que se repitieran sucesos como los asesinatos de dos diplomáticos estadounidenses en la región en 1973. Mientras era agregado militar en París desde 1967 a 1972, Walters jugó un papel importante en las conversaciones de paz en secreto con Vietnam del Norte. El presidente Nixon lo nombró Vicedirector de la CIA en 1972.
Su visita como funcionario de la CIA a las islas Fiyi poco antes del golpe de Estado 1987 al gobierno del Partido Alianza, perpetrado por el Coronel Sitiveni Rabuka, suele asociarse a aspectos conspirativos en tal sentido por parte del Gobierno de los Estados Unidos. (Rutsch Mechthild, "Ellos son los verdaderos salvajes: Dos siglos de expansión occidental en los 'Mares del Sur').